# Epidromia suffusa
Epidromia suffusa är en fjärilsart som beskrevs av Walker 1858. Epidromia suffusa ingår i släktet Epidromia och familjen nattflyn. Inga underarter finns listade i Catalogue of Life.